# Manuel Fernández Cortines
Manuel Faustino Fernández Cortines (Puerto Rico, 18 de noviembre de 1934-Santurce, 9 de mayo de 2023), conocido en el mundo del teatro como Maito, fue un productor de teatro, ópera y ballet puertorriqueño.

## Trayectoria profesional
Manuel Fernández Cortines nació el 18 de noviembre de 1934 en Puerto Rico. En 1958 se graduó con título en Administración Comercial de la Universidad de Puerto Rico.
Desde 1964, produjo numerosos espectáculos teatrales, entre los que se encuentran: El hombre de La Mancha, con José Ferrer, Peter Pan con Sunshine Logroño, The Sound of Music en Puerto Rico y Madrid, Los Muchachos del Combo, Mi Amiga La Gorda, La Carreta, Los Soles Truncos, Eleuterio el Coquı́, Olvida los Tambores, De Tal Palo Tal Astilla y Préstame un Tenor.
Fue también productor de conciertos para cantantes como El Topo, Marvin Santiago, Tony Croatto, Alberto Carrión, Lucecita, Danny Rivera, Nydia Caro, Ednita Nazario, Luciano Pavarotti, Plácido Domingo, Cecilia Bartoli, June Anderson y Alfredo Kraus.
Durante tres años, fue director artístico y administrador del Teatro Riviera. También presentó a Alicia Alonso con el Ballet Nacional de Cuba, el Ballet Internacional de Caracas, el Ballet Folklórico de México, el Ballet Festivales de España y el Ballet de Lyon.
Fue también productor de comerciales de radio y televisión. En 1971 y 1981, fundó la Opera de Puerto Rico y el Teatro de la Ópera, respectivamente.

## Distinciones
- «Medalla de la Cultura» de la Asociación Puertorriqueña de la UNESCO.[3]

## Muerte
Manuel Fernández Cortines falleció el 9 de mayo de 2023 en el Hospital Pavia Santurce de San Juan, a los 88 años.